# Michael E. Brown
| Odkryte planetoidy: 29  | Odkryte planetoidy: 29 |
| ----------------------- | ---------------------- |
| (50000) Quaoar          | 4 czerwca 2002         |
| (65489) Ceto            | 22 marca 2003          |
| (84719) 2002 VR128      | 3 listopada 2002       |
| (90377) Sedna           | 14 listopada 2003      |
| (90482) Orkus           | 17 lutego 2004         |
| (119951) 2002 KX14      | 17 maja 2002           |
| (120178) 2003 OP32      | 26 lipca 2003          |
| (120347) Salacia        | 22 września 2004       |
| (120348) 2004 TY364     | 3 października 2004    |
| (126154) 2001 YH140     | 18 grudnia 2001        |
| (126155) 2001 YJ140     | 20 grudnia 2001        |
| (136199) Eris           | 21 października 2003   |
| (136472) Makemake       | 31 marca 2005          |
| (175113) 2004 PF115     | 7 sierpnia 2004        |
| (187661) 2007 JG43      | 10 maja 2007           |
| (208996) Achlys         | 13 stycznia 2003       |
| (225088) Gonggong       | 17 lipca 2007          |
| (229762) Gǃkúnǁʼhòmdímà | 19 października 2007   |
| (250112) 2002 KY14      | 19 maja 2002           |
| (305543) 2008 QY40      | 25 sierpnia 2008       |
| (307251) 2002 KW14      | 17 maja 2002           |
| (307261) Máni           | 18 czerwca 2002        |
| (315530) 2008 AP129     | 11 stycznia 2008       |
| (386096) 2007 PR44      | 7 sierpnia 2007        |
| (504555) 2008 SO266     | 24 września 2008       |
| (523597) 2002 QX47      | 26 sierpnia 2002       |
| (523618) 2007 RT15      | 11 września 2007       |
| (523629) 2008 SP266     | 26 września 2008       |
| (528381) 2008 ST291     | 24 września 2008       |
| 1. 2. 3. 4. 5.          |                        |

Michael „Mike” E. Brown (ur. 5 czerwca 1965 w Huntsville) – amerykański astronom, współodkrywca 29 ponumerowanych planetoid, głównie obiektów transneptunowych.
Mike Brown jest profesorem na California Institute of Technology (Caltech). Zajmuje się głównie badaniami Pasa Kuipera.

## Odkrycia
Wraz z Chadem A. Trujillo, Davidem L. Rabinowitzem i innymi astronomami odkrył wiele obiektów transneptunowych, z których najważniejsze to:
- (90377) Sedna – prawdopodobnie pierwszy znany wewnętrzny obiekt Obłoku Oorta
- (136108) Haumea – planeta karłowata; odkrycie sporne, przypisane ostatecznie hiszpańskiej grupie pod przewodnictwem José Ortiz Moreno
- (136472) Makemake – planeta karłowata
- (136199) Eris – planeta karłowata o rozmiarach zbliżonych do Plutona.

W 2005 r. Mike Brown wraz z grupą współpracowników odkrył także księżyc Eris Dysnomię, dwa księżyce Haumei: Hiʻiakę i Namakę oraz księżyc planetoidy Orkus, Vanth.
20 stycznia 2016 r. wraz z astronomem Konstantinem Batyginem ogłosił wyniki badań wskazujące na istnienie bardzo odległej, masywnej dziewiątej planety w Układzie Słonecznym, krążącej daleko poza orbitą Neptuna.

## Nagrody i wyróżnienia
W 2012 r. otrzymał Kavli Prize in Astrophysics. Od 2013 r. jest członkiem National Academy of Sciences.
W uznaniu jego pracy jedną z planetoid nazwano (11714) Mikebrown.